# 东明路 (郑州)
东明路是河南省郑州市南北走向的一条道路，北起东风渠北侧的鑫苑路，南至货站街，宽14米。

## 历史
东明路始建于1956年，于1981年、1995年增修。2002年2月，郑州市对金水路至郑汴路段的东明路进行拓宽改造。
由于修筑时路基结构建设标准低，随着长年使用，东明路路况较差，为此，郑州市在2018年3月起对丰产路对货站街段的东明路进行大修工程，于当年年底竣工并恢复通车。